# Tolne Skovpavillon
Tolne Skovpavillon , beliggende i Tolne Skov i Vendsyssel, blev opført i 1908.
Pavillonen blev i de første 75 år brugt som et folkeligt, kulturelt og demokratisk samlingssted for mange nordjyder. 
Gennem årene har pavillonen gennemgået adskillige om- og tilbygninger, som ændrede bygningernes udseende markant.
Midt i 1980erne var aktiviteterne i stor tilbagegang og bygningerne forfaldt på grund af manglende vedligehold.
I 2004 blev der nedsat en initiativgruppe til bevarelse af Tolne Skovpavillon, gruppen har indsamlet og fået tilsagn om et større beløb til renovering og tilbageførsel af pavillonen til oprindeligt udseende.
Af store bidragsydere kan nævnes Aktionsgruppen Vendsyssel, LET-udvalget og Realdania samt mange mindre bidragydere.
Renoveringsarbejdet forventes påbegyndt 2009/ 2010.
Fremover vil skovpavillonen kunne blive et historisk og kulturelt samlingssted af større arrangementer, blandt andet koncerter, udstillinger, familie- og foreningstræf, møder og konferencer. 